# Biják
Biják je středověká úderná zbraň, konstrukcí velmi podobná řemdihu, ale místo velké koule s ostny je na řetězu zavěšen jiný předmět, jako například kovový hranol, kroužky, malé kovové kuličky. Biják může mít podobně jako řemdih jedno, dvě nebo dokonce tři ramena. Byl oblíben, podobně jako řemdih, pro svou schopnost způsobit zranění i těžce obrněnému soupeři.